# Бхола (округ)
Бхола (бенг. ভোলা জেলা, англ. Bhola District) — округ на юге Бангладеш, в области Барисал. Образован в 1984 году из части территории округа Барисал. Административный центр — город Бхола. Площадь округа — 3403 км². По данным переписи 2001 года население округа составляло 1 676 600 человек. Уровень грамотности взрослого населения составлял 21,47 %, что значительно ниже среднего уровня по Бангладеш (43,1 %). Религиозный состав населения: мусульмане — 93,42 %, индуисты — 6,50 %.

## Административно-территориальное деление
Округ состоит из 7 подокругов.
Подокруга (центр)
1. Бхола-Садар (Бхола)
2. Бурхануддин (Бурхануддин)
3. Чарфассон (Чарфассон)
4. Даулатхан (Даулатхан)
5. Лалмохан (Лалмохан)
6. Манпура (Манпура)
7. Тазумуддин (Тазумуддин)